# Boana platanera
Boana platanera — вид жаб з родини райкових (Hylidae). Описаний у 2021 році. Виокремлений з Boana xerophylla на основі молекулярних та морфологічних даних.

## Поширення
Вид поширений у горах Кордильєра-де-Мерида у Венесуелі. До цього відносять всі популяції на північ від річки Оріноко, які раніше були ідентифіковані як B. xerophylla.

## Опис
Вид можна легко діагностувати від B. xerophylla блідо-оранжево-жовтим або світло-коричневим спинним забарвленням (у xerophylla від темно-коричневого до зеленого кольору), очною оболонкою з темними пігментами (у xerophylla пігменти відсутні); периклоакальна область темно-коричнева (у xerophylla кремова), шлюбний сигнал з коротшою довжиною першої ноти.